# Joan Silber
Joan Silber (Newark, Nova Jersey, EUA, 14 de juny de 1945) és una escriptora estatunidenca, guanyadora del National Book Critics Circle Award i del Premi PEN/Faulkner de Ficció per la novel·la Improvement (2017).

## Obres

### Novel·les
- Household Words (1980)
- In the City (1987)
- Lucky Us (2001)
- The Size of the World (2008)
- Improvement (2017)

### Reculls de contes
- In My Other Life (2000)
- Ideas of Heaven: A Ring of Stories (2004)
- Fools (2013)

## Premis i reconeixements
- Premi PEN/Hemingway de Ficció de 1981 per Household Words
- National Book Critics Circle Award 2017 per Improvement
- Premi PEN/Faulkner de Ficció de 2018 per Improvement